# Lenguaje divino
El concepto de lenguaje divino o la Palabra divina'  es una idea profunda presente en múltiples tradiciones filosóficas, religiosas que hace referencia al poder creador de la palabra o la vibración primordial que emana o proviene de la realidad última relacionado con la creación del universo. Se refiere a la idea de que existe un código, palabra, sonido o sistema simbólico primordial mediante el cual lo divino (Dios, el Absoluto o la Fuente Cósmica) da forma a la realidad. Este lenguaje no es humano ni convencional, sino una expresión directa de la voluntad, sabiduría o esencia de lo trascendente.
Asi, el lenguaje divino es un concepto multifacético que abarca diversas interpretaciones. Puede referirse a la capacidad creativa del lenguaje en la creación, a su papel como reflejo de la divinidad, o a una vía de conocimiento de la realidad última. Así, el lenguaje divino se concibe como el medio o código primordial a través del cual la divinidad se expresa y crea el universo, abarcando tanto la fuerza creativa de la palabra y el sonido como los principios universales que estructuran toda la realidad. Cada tradición lo interpreta de acuerdo con sus propias creencias, pero en general, se asocia a una comunicación que va más allá de lo meramente humano, revelando la naturaleza esencial y mística del cosmos.
De este modo, el lenguaje divino simboliza la unión entre lo sagrado y lo material, actuando como matriz de la creación y clave para entender la realidad última.

## Descripción
Muchas tradiciones sostienen que el concepto de lenguaje no es solo un medio de comunicación, sino una herramienta de creación. Es por ello que la idea de que el universo fue creado a través de palabras, sonidos o vibraciones aparece en distintas culturas. De este modo el lenguaje divino se concibe como el medio o código primordial a través del cual la divinidad se expresa y crea el universo, abarcando tanto la fuerza creativa de la palabra y el sonido como los principios universales que estructuran toda la realidad. 
Cada tradición interpreta el concepto de lenguaje divino de acuerdo con sus propias creencias, pero en general, se asocia a una comunicación que va más allá de lo meramente humano, revelando la naturaleza esencial y mística del cosmos. Esta idea sugiere que el lenguaje a nivel divino no es solo un medio de comunicación, sino también una fuerza creativa. 
El lenguaje divino no se limita a palabras habladas o escritas, o a sonidos y vibraciones en su estado mas puro, igualmente entiende a menudo de manera metafórica como el conjunto de leyes, patrones y principios que rigen el universo. 
En este sentido, el lenguaje divino puede abarcar desde símbolos y mitos hasta las matemáticas y la geometría, vistos como el código subyacente de la existencia. Asimismo, en diversas tradiciones se asocia el sonido, la música y las vibraciones que producen con la capacidad de expresar realidades más profundas, sugiriendo que hay una "lengua" divina inherente a la estructura del cosmos.
El lenguaje divino se identifica igualmente como el reflejo de la divinidad: Se cree que como el lenguaje humano, presenta la capacidad para expresar ideas abstractas y crear significado, este es realmente un reflejo de la mente divina expresada a través del lenguaje. El lenguaje nos permite comunicarnos, pensar y comprender el mundo que nos rodea, lo que nos acerca a la forma en que se concibe que Dios se relaciona con su creación. 
Este lenguaje sagrado tampoco se limita a las palabras propiamente tal, sino que puede manifestarse a través de símbolos, experiencias intuitivas o estados de conciencia trascendentales. Del mismo modo, paradójicamente, algunas tradiciones místicas sugieren que la realidad última trasciende el lenguaje como concepto. En este sentido, el "lenguaje divino" en su estado más puro se manifiesta en el silencio, en la quietud interior que permite conectar con lo sagrado.
Es por ello que muchos místicos y filósofos sostienen que el conocimiento o la experiencia del lenguaje divino implica trascender las limitaciones del lenguaje terrenal del mundo material. Es una forma de comunicación que conecta directamente con la esencia de la realidad última, permitiendo una comprensión intuitiva de lo sagrado. Al respecto algunas corrientes místicas y esotéricas proponen que existe un "lenguaje" divino primordial que permite acceder a la realidad última o a la verdad absoluta; siendo el "lenguaje" que trasciende al lenguaje.

## El lenguaje divino en las tradiciones y religiones
Si relacionamos el "lenguaje divino" con la creación del universo, y como una forma de expresión de la realidad última; podemos encontrar varias interpretaciones en filosofía, religión, asi como en el misticismo y esoterismo.
En el Cristianismo y Judaísmo: En Génesis, Dios crea el mundo a través del habla: “Y dijo Dios: Sea la luz; y fue la luz” (Génesis 1:3). Aquí, el lenguaje es la fuerza que convierte el caos en orden.
El Evangelio de Juan (1:1-3) dice: "En el principio era el Verbo, y el Verbo estaba con Dios, y el Verbo era Dios". Aquí, el "Verbo" (Logos en griego) es visto como el principio creador del universo, la palabra divina que trae la existencia.
En la Cábala judía, el universo fue creado a través de combinaciones de las letras hebreas, vistas como fuerzas cósmicas fundamentales. Se cree que el hebreo, especialmente las 22 letras del alfabeto, contiene la clave de la creación, y que Dios organizó la realidad a partir de combinaciones específicas de estas letras.
En el hinduismo, el sonido primordial representado en la palabra y sonido Om, es considerado la vibración cósmica de la creación. El universo entero se manifiesta a partir de esta frecuencia primordial. El sonido primordial Om es visto como la síntesis del lenguaje divino del paramatma y la vibración cósmica de la cual emerge toda la realidad.